# Шмидт, Пётр Петрович (востоковед)
Пётр Петро́вич Шмидт (латыш. Pēteris Šmits — Пе́терис Шмитс; 25 декабря 1869, Венденский уезд, Лифляндская губерния, Российская империя — 5 июня 1938, Рига, Латвия) — русский и позднее латвийский востоковед, этнограф, автор множества научных теоретических и методических работ, явившихся основной для создания новой научно-практической школы российского китаеведения.

## Биография
Родился 25 декабря 1869 года в Раунской волости (Лифляндская губерния) в семье крестьянина. 1891 году окончил Рижскую губернскую гимназию.
Проучившись один год в Императорском Московском университете, он в 1892 году переходит на факультет восточных языков Императорского Санкт-Петербургского университета. В апреле 1896 года получил свидетельство об окончании университета и в декабре был отправлен в Китай на стажировку.
Был в числе первых преподавателей русского языка открывшегося в 1898 году Пекинского университета. С 1899 года и.д. профессора Восточного института во Владивостоке, читает курс китайского языка.
В 1902 году получил степень магистра за учебное пособие «Опыт мандаринской грамматики с текстами для упражнений». Написал ряд очерков по тунгусо-маньчжурским языкам, автор множества научных теоретических и методических работ, явившихся основной для создания новой научно-практической школы российского китаеведения.
Перебравшись в Ригу, Шмидт становится профессором открывшегося в 1919 году Латвийского государственного университета. Пытался поставить в нём преподавание востоковедческих дисциплин, много времени уделял леттоностике, особенно изучению латвийских народных верований и фольклора. Переписывался с советскими учёными В. Л. Котвичем и С. М. Широкогоровым.
В конце жизни болел, умер 5 июня 1938 года. Похоронен в Риге на Лесном кладбище.

## Научные труды

### Монографии
- Schmidt P. Der Lautwandel im Mandschu und Mongolischen. (1898)
- Šmits P. Ķīniešu hrestomātija (1902)
- Šmits P. Mandžūru valodas mācība (1907)
- Šmits P. Ķīniešu pasakas (1936)
- Šmits P. Etnogrāfisku rakstu krājums. I daļa (1912)
- Šmits P. Valodas kļūdas un grūtumi (1920)
- Šmits P. Ievads valodniecībā (1921)
- Šmits P. Ievads baltu filoloģijā (1921)
- Šmits P. Etnogrāfisku rakstu krājums. II-III daļa (1923)
- Šmits P. Latviešu mitoloģija (1926)
- Šmits P. Ievads valodniecībā (1934)
- Šmits P. Ievads Baltu filoloģijā (1936)
- Šmits P. Vēsturiski un etnogrāfiski raksti (1937)
- Šmits P. Ievads valodniecībā. (введение в лингвистику, 1934)
- Šmits P. Latviešu tautas pasakas un teikas. 15 sēj. (Латышские сказки и мифы в 15 томах 1925—1937)
- Šmits P. Ievads Baltu filoloģijā. — Valtera un Rapas akciju sabiedrības apgāds: Rīga, 1936. (введение в филологию балтов)
- "Latviešu tautas ticējumi" 4 sējumos (1940—1941)

### Статьи
- Schmidt P. The language of the Negidals Архивная копия от 22 сентября 2018 на Wayback Machine // Acta Universitatis Latviensis. 1923. № 5. P. 3—38.
- Schmidt P. The language of the Olchas. Архивная копия от 22 сентября 2018 на Wayback Machine // Acta Universitatis Latviensis. 1923. № 8. P. 229—288.
- Schmidt P. The language of the Oroches. Архивная копия от 22 сентября 2018 на Wayback Machine // Acta Universitatis Latviensis. 1928. № 17. P. 17—62.
- Schmidt P. The language of the Samagirs. Архивная копия от 22 сентября 2018 на Wayback Machine // Acta Universitatis Latviensis. 1928. № 19. P. 219—249.
- Schmidt P. Chinesische Elemente im Mandschu // Asia Major[фр.]. 1932. т. VII, вып. 4. P. 233—276.